# Пиреј
Пиреј (грч. Πειραιάς, лат. Piraeus) град је у Грчкој и управно средиште округа Пиреј, у оквиру Периферије Атике. Насеље је саставни део тзв. „Велике Атине“, са њом физички спојено, а удаљено свега 8 километара од њеног средишта.
Пиреј је познат као главна лука Грчке и града Атине. По броју путника (19 милиона годишње, највише туриста) то је најупосленија путничка лука у целој Европи.

## Порекло назива
Назив „Пиреј“ на грчком означава пролаз преко кланца или канала. Ово је у вези са праисторијским језгром Пиреја, смештеним на малом полуострву повезаним уским земљоузом са копном.

## Природни услови
Град Пиреј се налази у западном делу грчког полуострва и историјске покрајине Атика. Град је смештен на обали Саронског залива. У позадини се налазе брда, на којима је смештена сама Атина. Дуж пирејске обале смештена су три мања природна залива, која су била језгро образовања луке још од античког времена.

Клима у Пиреју је средоземна, са жарким и дугим летима и благим и кишовитим зимама.
| Клима Пиреја (1981-2010)                       | Клима Пиреја (1981-2010) | Клима Пиреја (1981-2010) | Клима Пиреја (1981-2010) | Клима Пиреја (1981-2010) | Клима Пиреја (1981-2010) | Клима Пиреја (1981-2010) | Клима Пиреја (1981-2010) | Клима Пиреја (1981-2010) | Клима Пиреја (1981-2010) | Клима Пиреја (1981-2010) | Клима Пиреја (1981-2010) | Клима Пиреја (1981-2010) | Клима Пиреја (1981-2010) |
| Показатељ \ Месец                              | .Јан.                    | .Феб.                    | .Мар.                    | .Апр.                    | .Мај.                    | .Јун.                    | .Јул.                    | .Авг.                    | .Сеп.                    | .Окт.                    | .Нов.                    | .Дец.                    | .Год.                    |
| ---------------------------------------------- | ------------------------ | ------------------------ | ------------------------ | ------------------------ | ------------------------ | ------------------------ | ------------------------ | ------------------------ | ------------------------ | ------------------------ | ------------------------ | ------------------------ | ------------------------ |
| Максимум, °C (°F)                              | 14,1 (57,4)              | 14,4 (57,9)              | 16,6 (61,9)              | 20,3 (68,5)              | 25,1 (77,2)              | 29,9 (85,8)              | 32,8 (91)                | 32,9 (91,2)              | 29,1 (84,4)              | 24,2 (75,6)              | 18,9 (66)                | 15,4 (59,7)              | 22,81 (73,06)            |
| Просек, °C (°F)                                | 11,1 (52)                | 11,2 (52,2)              | 13,3 (55,9)              | 16,9 (62,4)              | 21,4 (70,5)              | 26,3 (79,3)              | 29,0 (84,2)              | 28,8 (83,8)              | 25,2 (77,4)              | 20,6 (69,1)              | 15,8 (60,4)              | 12,6 (54,7)              | 19,35 (66,83)            |
| Минимум, °C (°F)                               | 8,2 (46,8)               | 7,9 (46,2)               | 10,0 (50)                | 13,4 (56,1)              | 17,7 (63,9)              | 22,2 (72)                | 24,8 (76,6)              | 25,0 (77)                | 21,5 (70,7)              | 17,4 (63,3)              | 12,9 (55,2)              | 9,7 (49,5)               | 15,89 (60,6)             |
| Количина кише, mm (in)                         | 41,95 (1,6516)           | 36,26 (1,4276)           | 34,09 (1,3421)           | 30,34 (1,1945)           | 15,95 (0,628)            | 5,08 (0,2)               | 5,56 (0,2189)            | 3,07 (0,1209)            | 11,37 (0,4476)           | 30,5 (1,201)             | 58,87 (2,3177)           | 58,84 (2,3165)           | 331,9 (13,067)           |
| Извор: National Technical University of Athens |                          |                          |                          |                          |                          |                          |                          |                          |                          |                          |                          |                          |                          |

## Историја
Први материјални остаци живота на месту Пиреја вежу се за 2600. годину п. н. е. Ово полуострво је утврђено почетком времена старе Грчке. У 6. веку п. н. е. Пиреј освајају Атињани под вођство Хипије и тад Пиреј, као лука са дубоким газом, постаје главно сидриште оближње Атине. Међутим, Пиреј је задржао статус независног градског насеља током будућег раздобља. 493. п. н. е. Пиреј је поново утврђен после напада Персијанаца у Грчко-персијским ратовима, што је било битно у победи код Саламине. 460. п. н. е. Пиреј је утврђеном везом спојен са Атином. Међутим, пропашћу Атине током Пелопонеског рата Пиреј губи значај главне луке у Грчкој у корист Родоса. У 2. веку п. н. е. Пиреј преузимају Римљани, који руше све зидине.
Потпуна пропаст Пиреја пада после упада Гота, тако да у предстојећем византијском раздобљу постаје лука најнижег ранга, удаљена од престонице Цариграда. Чак и насеље губи древни назив, па га 1318. године, после освајања од стране Крсташа, назива називом „Порто Леоне“. 1456. године Пиреј пада под власт Турака и насеље постаје мало село месних рибара.
После успостављања савремене грчке државе 1830. године, град је брзо напредовао захваљујући успостављању оближње Атине као нове престонице. 1835. године Пиреј је постао општина, убрзо је започета изградња савремене луке, да би 1869. године повезан железницом са Атином. Ово је било праћено великом изградњом грађевина (управних, културних, индустријских). После Грчко-турског рата месно становништво је удвојено доласком бројних Грка пребеглица из Мале Азије. Тада је Пиреј досегао 250.000 становника, али је брз раст насеља направио много тешкоћа ("гетоизација"). Ново разарање десило се у току Другог светског рата, али су се током следећих деценија лука и град обновили.

## Становништво
Пиреј је пета најнасељенија општина у Грчкој са званичним становништвом од 168.151 (2021). Велики Пиреј, део већег градског подручја Атине, састоји се од самог града (општина Пиреј) и четири друге приградске општине, са укупном популацијом од 448.051 становника (2021).
У табели испод приказано је историјско становништво Пиреја и регионалне јединице Пиреј у новије време.
| Година | Становништво општине | Становништво ширег језгра |
| ------ | -------------------- | ------------------------- |
| 1951   | 186,088              |                           |
| 1961   | 183,957              |                           |
| 1971   | 187,458              | 439,138                   |
| 1981   | 196,389              | 476,304                   |
| 1991   | 182,671              | 456,865                   |
| 2001   | 175,697              | 466,065                   |
| 2011   | 163,688              | 448,997                   |
| 2021   | 168,151              | 448,051                   |

## Привреда
Пиреј је познат као најважнија лука Грчке, али је и једна од најважнијих у целој Европи. По броју путника (19 милиона годишње) то је најупосленија европска путничка лука. Најбројнији корисници су туристи на релацији Атина (аеродром) - грчка острва. Томе помаже умреженост Пиреја у градску саобраћајну мрежу Атине.
Град је и значајно управно и културно-образовно средиште. Ти се налазе седишта већине грчких поморских и бродарских предузећа. Некадашње бродоградилиште нема више онакав значај као пре због ограниченог простора.